# Notheria
Notheria é um género botânico pertencente à família das orquídeas (Orchidaceae).